# Dani Mathers
Danielle Jenee Mathers, detta Dani (Tarzana, 5 gennaio 1987), è una modella statunitense.
È stata nominata "Playmate del mese" per la rivista Playboy nel maggio 2014 e "Playmate dell'anno 2015".
Dal 2005 è ha ricoperto il ruolo di "Danica" nella soap opera della CBS The Bold and the Beautiful. È stata anche Playboy CyberGirl del gennaio 2013 ed è apparsa sulla copertina di Playboy Girls of Summer e su The Playboy Morning Show.